# Un devoir de vengeance
Pour plus de détails, voir Fiche technique et Distribution.
Un devoir de vengeance (Avenging Angel) est un western américain en téléfilm diffusé en 2007, réalisé par David S. Cass Sr. (en)

## Synopsis
Un prêcheur voit massacrer sa famille et un groupe de réfugiés qui cherchaient refuge dans son église. Les acteurs de ce massacre sont des hors-la-loi dirigés par le Colonel Cusack. Sa femme lui ayant fait promettre de ne jamais se venger, il devient tout de même chasseur de primes. Revenant au pays, il défend une femme dans un salon, mais il a le dessous dans la lutte contre les agresseurs, qui le jettent dans la boue de la rue.
Une femme, Maggie, le recueille et l'héberge. Elle insiste pour qu'il lui laisse son revolver, parce qu'elle a une petite fille.
Le shérif, corrompu par Cusacks, s'emploie à faire déguerpir des squatteurs. Le prêcheur visite les squatteurs et apprend d'eux qu'ils ont été roulés par Cusack, qui les a fait payer, mais ne leur a jamais donné le titre de propriété, et exige maintenant qu'ils s'en aillent. Il essaie de négocier pacifiquement avec le shérif, puis avec Cusack, mais c'est plutôt ces derniers qui veulent l’enrôler dans leur gang. Devant son refus, Cusack et le shérif essaient de l'éliminer en se servant de Maggie, mais n'y parviennent pas.
Cusack et le shérif organisent alors une expédition contre les squatteurs, en bonimentant les citoyens de la ville. Le prêcheur s'interpose et tue le shérif. Les autres se découragent et retournent à la ville. Il ne reste plus au prêcheur qu'à visiter Cusack, qui consent sous la menace à écrire le titre de propriété, mais tentant de tuer le prêcheur, se fait descendre lui aussi. Après quoi le prêcheur revient à Maggie et sa fille.

## Fiche technique
- Titre français : Un devoir de vengeance
- Titre original : Avenging Angel
- Réalisation : David S. Cass Sr.[1]
- Scénario : William Sims Myers[1]
- Genre : Western
- Musique : Joe Kraemer
- Production : Randy Pope, Lincoln Lageson[1] pour Alpine Meiden, Larry Levinson Productions, RHI Entertainment[1]
- Photographie : Maximo Munzi
- Montage : Craig Bassett
- Durée : 81 min
- Pays de production :  États-Unis
- Chaîne : Hallmark Channel
- Première diffusion : 7 juillet 2007
- Budget : 2,2 millions US$[2]

## Distribution
- Kevin Sorbo : le prêcheur
- Nick Chinlund : Quinn
- Cynthia Watros : Maggie
- Richard Lee Jackson : Billy
- Wings Hauser : Colonel Cusack[1]
- Joey King : Amelia
- Brad Carter : deuxième pistolero